# Српска лига у фудбалу
Српске лиге су трећи ниво лигашких фудбалских такмичења у Србији и подељене су у четири групе. Виши степен такмичења је Прва лига Србије, а нижи су Зонске лиге (11 група).

### Групе Српских лига
- Српска лига Београд (14 клубова)
  - Виши степен такмичења: Прва лига Србије
  - Нижи степен такмичења: Београдска зона

- Српска лига Војводина (16 клубова)
  - Виши степен такмичења: Прва лига Србије
  - Нижи степен такмичења: ВФЛ Исток, ВФЛ Југ и ВФЛ Север

- Српска лига Запад (16 клубова)
  - Виши степен такмичења: Прва лига Србије
  - Нижи степен такмичења: Зона Дрина, Зона Дунав и Зона Морава

- Српска лига Исток (16 клубова)
  - Виши степен такмичења: Прва лига Србије
  - Нижи степен такмичења: Зона Запад, Зона Исток, Зона Југ и Зона Центар

ФС Србије непосредно руководи овим такмичењима с тим што одређене послове у непосредном спровођењу ових такмичења може поверити другим органима (заједницама, удружењима, савезима и др. )
Српска лига постоји још од 50-их година 20. века, само што је током година више пута мењала формат и чак четири државе (СФРЈ, СРЈ, СЦГ и Србија) у којима се играла, али је увек била трећи ранг такмичења у тим државама.

## Сезона 2006/07.
У сезони 2006/07. одређени послови у непосредном спровођењу такмичења у Српским лигама поверени су фудбалским савезима: Војводине, Београда, Региона Источне Србије и Региона Западне Србије у вези такмичења својих српских лига.
Српске лиге у сезони 2006/07. броје по 18 клубова. 
По завршетку такмичења обнављање Српских лига обавља се на следећи начин:
- У Прву лигу Телеком Србија прелазе првопласирани клубови српских лига Исток, Запад, Војводина и Београд.
- Из српских лига Исток, Запад и Војводина испадају по три (3) најслабије *пласирана клуба.
- Из српске лиге Београд испада најслабије пласирани клуб.
- Из српских лига испада још и онолико клубова колико се врати из Прве лиге Телеком Србија који припадају територији те српске лиге.
- У Српску лигу Исток улазе првопласирани клубови зонских фудбалских лига Ниш, Јужно-моравска, Поморавска и Тимочка.
- У Српску лигу Запад улазе првопласирани клубови зонских фудбалских лига Шумадијске, Моравичке, Посавске и Подунавске.
- У Српску лигу Војводина улазе прваци покрајинских лига Исток, Запад, Север и Југ.
- У Српску лигу Београд улазе два првопласирана клуба из Зонске лиге Београд.

## Сезона 2007/08.
Почев од такмичарске 2007/2008. године Српске лиге Исток, Запад,
Војводина и Београд бројаће по 16 клубова тако да на крају такмичарске
2006/2007. године из српских лига у нижи степен такмичења испада по 5
последње-пласираних клубова и још онолико клубова који испадају из Прве лиге Телеком Србија, а територијално припадају одговарајућој Српској фудбалској лиги.
После скраћења српских лига са 18 на 16 клубова на крају такмичарске 2007/2008 у Прву лигу Телеком Србија прелазили би прваци српских лига а из лиге би испадала по 3 најслабије пласирана клуба и онолико клубова колико се враћа из Прве лиге Телеком Србија по територијалном принципу, а српске лиге би улазиле по 2 најбоље пласиране екипе из зонског степена такмичења.
У циљу побољшања квалитета такмичења почев од такмичарске 2007/2008. године на територији ФС Србије постојаће уместо досадашњих 13 зонских – покрајинских лига 9 лига са по 18 клубова
- на територији региона Западне Србије 2 лиге:

Моравичко-Шумадијска и Посавско-Подунавска
са по 18 клубова.
- на територији региона Источне Србије 2 лиге:

Нишка и Поморавско-Тимочка
са по 18 клубова.
- на територији ФС Војводине 4 покрајинске лиге:

група Исток, Запад, Север и Југ са по 18 клубова, само до такмичарске 2008/2009. године од које такмичарске године ће на територији ФС Војводине постојати 2 покрајинске лиге, Исток и Запад.
- на територији ФС Београда

1 лига са 18 клубова